# Компсогнатиды
Компсогнати́ды (лат. Compsognathidae) — семейство тероподных динозавров из группы целурозавров. Представители семейства были мелкими хищниками, в основном однообразными по форме, жившими в течение юрского и мелового периодов на территории современных Европы, Китая и Южной Америки. Птицеподобные черты компсогнатид и других теропод, таких, как археоптерикс, навели учёных на мысль о тесной связи динозавров с птицами. Ископаемые остатки представителей семейства сохранили различные детали — не только кости, но и отпечатки мягких тканей, известные по остаткам 4 таксонов: компсогната, синозавроптерикса, синокаллиоптерикса и юравенатора. Хотя последние 3 таксона содержат следы примитивного перьевого покрова на большей части тела, фоссилии компсогната и юравенатора также показывают наличие чешуи на хвосте и задних лапах.

## История изучения

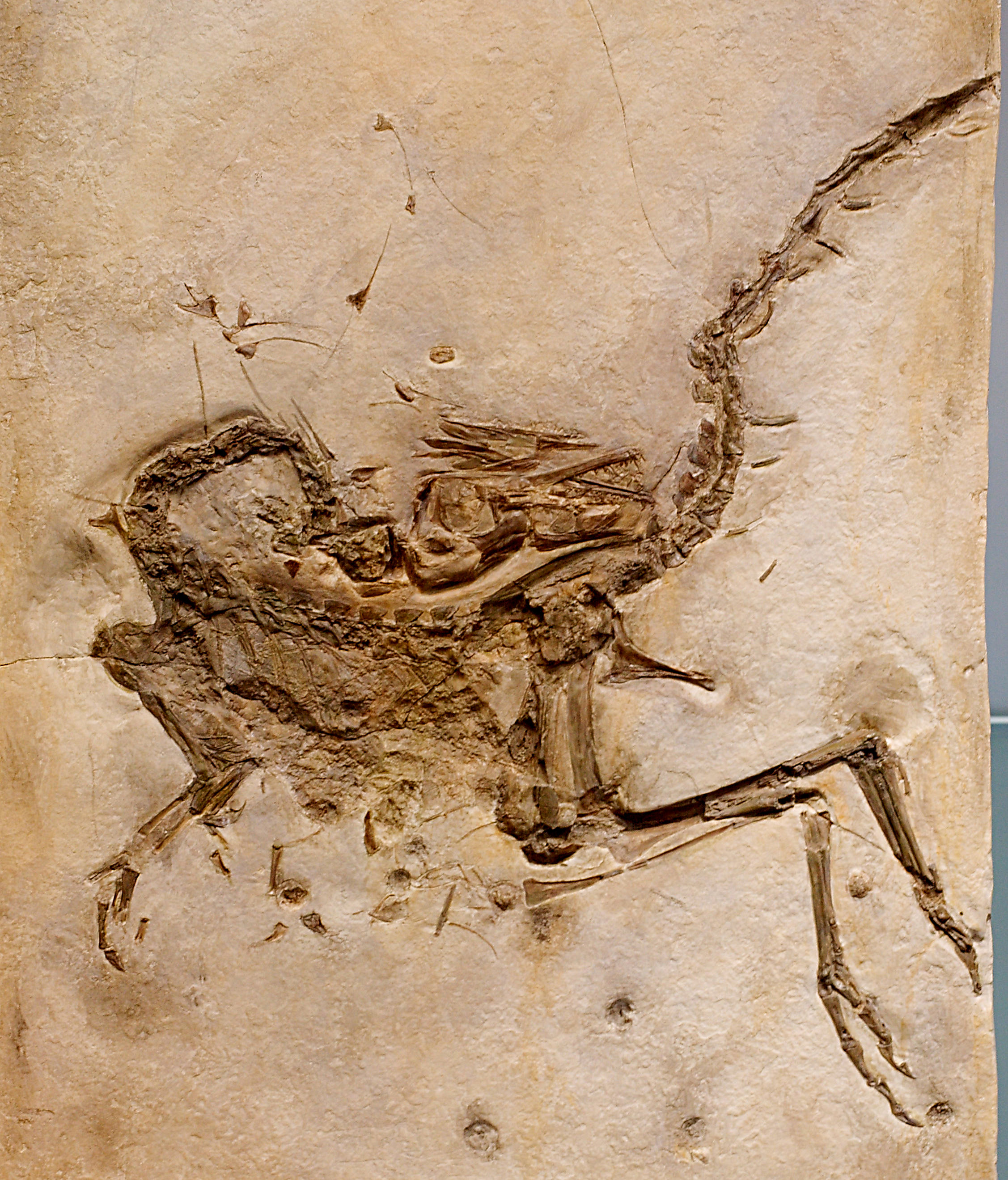
Голотип Compsognathus longipes

Первый описанный экземпляр компсогнатида был найден в Баварии (Германия) в 1859 году и продан коллекционеру Йозефу Оберндорферу. Находка изначально казалась значимой из-за весьма малого размера образца. В 1861 году, после первого обзора, Иоганн А. Вагнер представил публике свой анализ экземпляра, которого он назвал Compsognathus longipes. В 1868 году Томас Гексли — исследователь, известный по своим путешествиям с Чарлзом Дарвином, и ранний сторонник теории эволюции — использовал сравнение компсогната с недавно обнаруженным археоптериксом для объяснения происхождения птиц. Учёный отметил, что найденный динозавр имеет множество сходных черт с оперённым археоптериксом и предложил исследовать сходство. Гексли считается первым человеком, который обратил внимание на сходство динозавров с птицами. Его сравнение вызвало интерес научного сообщества и подтолкнуло учёных к исследованиям происхождения птиц и перьев.
Семейство Compsognathidae ввёл в систематику Эдвард Дринкер Коп в 1871 году. Это назначение в 1882 году подтвердил Отниел Марш, признав их динозаврами, а Фридрих фон Хюне в 1914 году ввёл семейство в кладу Coelurosauria после обнаружения дополнительных образцов. В дальнейшем ископаемые остатки компсогнатид были обнаружены во многих странах по всему миру: Китае, Франции, Германии, Италии, Бразилии. К семейству компсогнатид таксоны относят из-за особенностей строения пястных костей, которые отличаются от таковых у всех прочих динозавров. Однако, классификация группы по-прежнему сложна из-за отсутствия объединяющих диагностических признаков, которые разделялись бы всеми её представителями.
В 1971 году был обнаружен второй, почти полный экземпляр Composgnathus longipes в районе Канжуе, расположенном на юго-востоке Франции недалеко от Ниццы. Этот экземпляр был намного больше оригинального образца из Германии, но их сходство подтолкнуло учёных классифицировать французский образец как принадлежавший взрослой особи, а немецкий — как принадлежавший неполовозрелому животному. Этот образец содержал остатки ящерицы в области пищеварительного тракта, что укрепило гипотезу о копсогнатах как о мелких хищниках.
Голотип юравенатора является единственным известным образцом этого таксона. Хотя изначально юравенатор классифицировался как представитель семейства компсогнатид, недавние исследования заставили экспертов усомниться в его принадлежности к этой группе. Согласно последним данным, этот таксон размещают внутри другой группы в составе целурозавров — Maniraptoriformes. Эта группа имеет много общего с компсогнатидами, и, поскольку известен единственный образец юравенатора, палеонтологи не сошлись во мнении, куда именно отнести этот таксон. С 2013 года юравенатор по-прежнему классифицируется как целурозавр, но размещается рядом с семейством Maniraptorformes вместо Compsognathidae[значимость факта?].

## Описание
Компсогнатиды обладают множеством сходных черт. Таксоны этого семейства демонстрируют черты, характерные для теропод, такие, как передние конечности, меньшие по размеру, чем задние. Размер, наличие оперения и морфология метакарпалий являются одними из самых важных диагностических признаков.

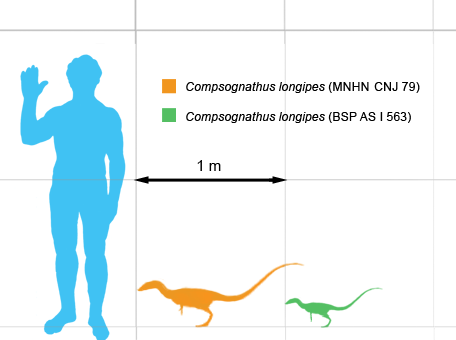
Сравнение образцов Compsognathus longipes из Германии (зелёный) и Франции (оранжевый)

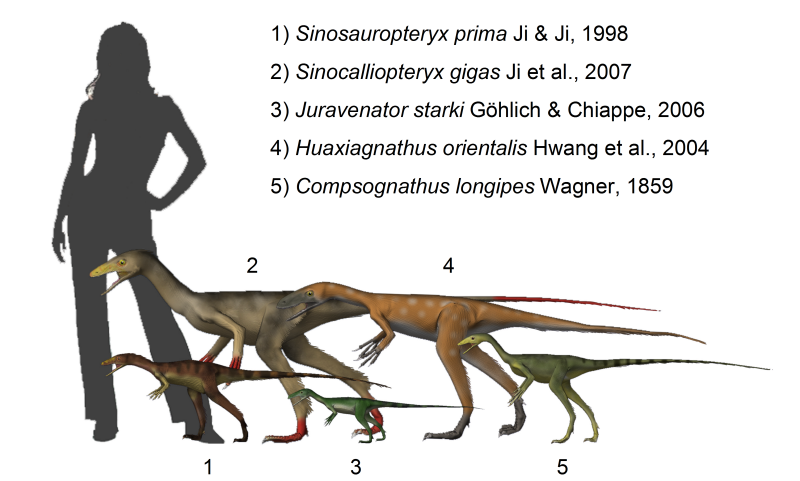
Сравнительные размеры некоторых компсогнатид и человека

### Размер
Компсогнатиды являются одними из самых маленьких обнаруженных динозавров. Полностью выросший компсогнат был размером с курицу. Обнаруженные экземпляры показывают, что его длина равнялась 1,25 метра, а масса достигала 2,5 килограммов. Недавно был обнаружен окаменелый экземпляр другого взрослого динозавра, который ещё меньше, чем компсогнат (а также микрораптор, Parvicursor и Caenagnathasia, длина каждого из которых была меньше 1 метра).

### Оперение
Представители семейства компсогнатид являлись оперёнными динозаврами. Филогения компсогнатид располагает эту группу вблизи развития оперения у динозавров. В 1998 году данные о находке нитчатых протоперьев были представлены в работе, посвящённой исследованию синозавроптерикса, где впервые было отмечено, что перьеподобные структуры обнаружены не у птиц и родственных с ними групп. С тех пор было обнаружено много признаков перьеподобных структур у компсогнатид. Доказательства наличия протоперьев, сходных с таковыми у синозавроптерикса, были найдены в образцах синокаллиоптерикса, в том числе, на ступнях животного. Признаки перьевых структур нашли у юравенатора, но доказательства этому ещё не представлены. На отпечатках кожи этого динозавра видны чешуйки вместо перьев, что вызвало споры о филогенетическим размещении юравенатора в семействе компсогнатид. Однако, проведённое в 2010 году исследование окаменелости с использованием ультрафиолетового излучения показало наличие нитевидных структур, подобных таковым у прочих образцов компсогнатид. Это указывает на то, что у юравенатора всё же было какое-то оперение. В 2020 году был описан новый род "Ubirajara" найденный на территории Бразилии, ставший первым известным науке оперённым хищным динозавром с южного суперконтинента Гондвана.

### Метакарпалии
Одним из диагностирующих признаков компсогнатид является сходство морфологии метакарпалий (пястных костей). В работе 2007 года проводились исследования морфологии I метакарпалии нескольких видов компсогнатид. Заключение этого исследования показало, что представители группы обладали явно выраженной морфологией кисти, где, как свойственно тероподам, первый палец больше двух других, но с отличающимся строением I метакарпалии, где она короткая и толстая. Кисть компсогнатид также имеет выступ, который располагается на этой метакарпалии.

## Палеоэкология
Компсогнатиды питались мелкими позвоночными, и некоторые образцы содержат остатки их трапезы. Немецкий экземпляр компсогната содержит остатки другого существа в районе пищеварительной системы, которые сначала посчитали нерождённым эмбрионом. Дальнейший анализ показал, что остатки принадлежат баваризавру — ящерице с удлинённым хвостом и вытянутыми лапами.

## Классификация
По данным сайта The Theropod Database, на август 2021 года отнесение к семейству следующих родов не вызывает сомнения:
- Compsognathus Wagner, 1861 — Компсогнат
  - Compsognathus longipes Wagner, 1861
- Sinosauropteryx Ji & Ji, 1996
  - Sinosauropteryx prima Ji & Ji, 1996
- "Ubirajara" Smyth et al., 2020 online
  - "Ubirajara jubatus" Smyth et al., 2020 online

Кроме того, выделяется ряд родов, классификация которых как комспогнатид предполагается одними авторами, но вызывает сомнения у других:
- Aorun Clark et al., 2013
  - Aorun zhaoi Clark et al., 2013
- Haplocheirus Choiniere et al., 2010
  - Haplocheirus sollers Choiniere et al., 2010
- Huaxiagnathus Hwang et al., 2004
  - Huaxiagnathus orientalis Hwang et al., 2004
- Juravenator Gohlich & Chiappe, 2006
  - Juravenator starki Gohlich & Chiappe, 2006
- Mirischia Naish et al., 2004
  - Mirischia asymmetrica Naish et al., 2004
- Santanaraptor Kellner, 1999
  - Santanaraptor placidus Kellner, 1999
- Scipionyx Dal Sasso & Signore, 1996
  - Scipionyx samniticus Dal Sasso & Signore, 1996
- Sciurumimus Rauhut et al., 2012
  - Sciurumimus albersdoerferi Rauhut et al., 2012
- Shishugounykus Qin et al., 2019
  - Shishugounykus inexpectus  Qin et al., 2019
- Sinocalliopteryx Ji et al., 2007
  - Sinocalliopteryx gigas Ji et al., 2007
- Tugulusaurus Dong, 1973
  - Tugulusaurus faciles Dong, 1973
- Xunmenglong Xu et al., 2019
  - Xunmenglong yinliangis Xu et al., 2019

### Комментарии
1. ↑  Согласно более поздним исследованиям, юравенатор не относится к компсогнатидам.